# Cutty Sark
El Cutty Sark fue, en 1869, uno de los últimos veleros de tipo clipper que se construyeron. Se conserva como buque museo en un dique seco en Greenwich (Londres). Fue gravemente dañado por un incendio el 21 de mayo de 2007 cuando se encontraba en plena restauración.

## Historia
Debe su nombre a un personaje de ficción llamado Cutty Sark, una bruja danzarina del poema cómico Tam o' Shanter (1791), de Robert Burns. Fue diseñado por el ingeniero naval Hercules Linton y construido en 1869 en Dumbarton (Escocia) por los astilleros Scott & Linton. Fue botado el 23 de noviembre de ese mismo año.
El Cutty Sark fue destinado al comercio de té, que en aquella época era muy activo en las líneas entre China y Londres. Este comercio generaba grandes beneficios si se llegaba a Gran Bretaña con el primer té de la temporada. Sus inicios no fueron muy prometedores. En la carrera del té de 1872 contra el clipper Thermopylae ambos buques abandonaron Shanghái juntos el 18 de junio pero el Cutty Sark quedó descolgado dos semanas después tras sufrir una avería en el timón a su paso por el estrecho de la Sonda. Llegó a Londres el 18 de octubre, una semana después que el Thermopylae. A pesar de que había perdido la carrera, el Cutty Sark se hizo famoso porque su capitán prefirió continuar el viaje con un timón improvisado antes que detenerse en un puerto para efectuar las reparaciones. 

Cutty Sark en 1916.

A finales del siglo XIX los clipper fueron sustituidos por los barcos de vapor en la carrera del té. Podían pasar a través del canal de Suez y, además, la entrega de la carga era más fiable. El Cutty Sark fue destinado entonces al comercio de lana con Australia. Bajo el mando del respetado capitán Richard Woodget consiguió transportar cargas de lana en solo 67 días. En esta época consiguió su mejor marca, 360 millas náuticas (666,78 kilómetros) en 24 horas de navegación a una media de 15 nudos (27,78 km/h).
En 1895 el Cutty Sark fue vendido a la naviera portuguesa Ferreira y se rebautizó con ese nombre. Su tripulación portuguesa, no obstante, se refería al clipper como Pequena Camisola, que es la traducción del término escocés Cutty Sark. En 1916 fue reformado en profundidad, reconvertido en goleta en el puerto de Ciudad del Cabo (Sudáfrica) y rebautizado como Maria do Amparo. En 1922 el capitán Wilfred Dowman compró el buque, lo devolvió a su aspecto original y destinó la embarcación como buque de entrenamiento. En 1954 fue llevado a Greenwich y emplazado en dique seco.
El Cutty Sark tiene también su hueco en la literatura gracias al poema de Hart Crane «The Bridge», publicado en 1930.

## Hoy

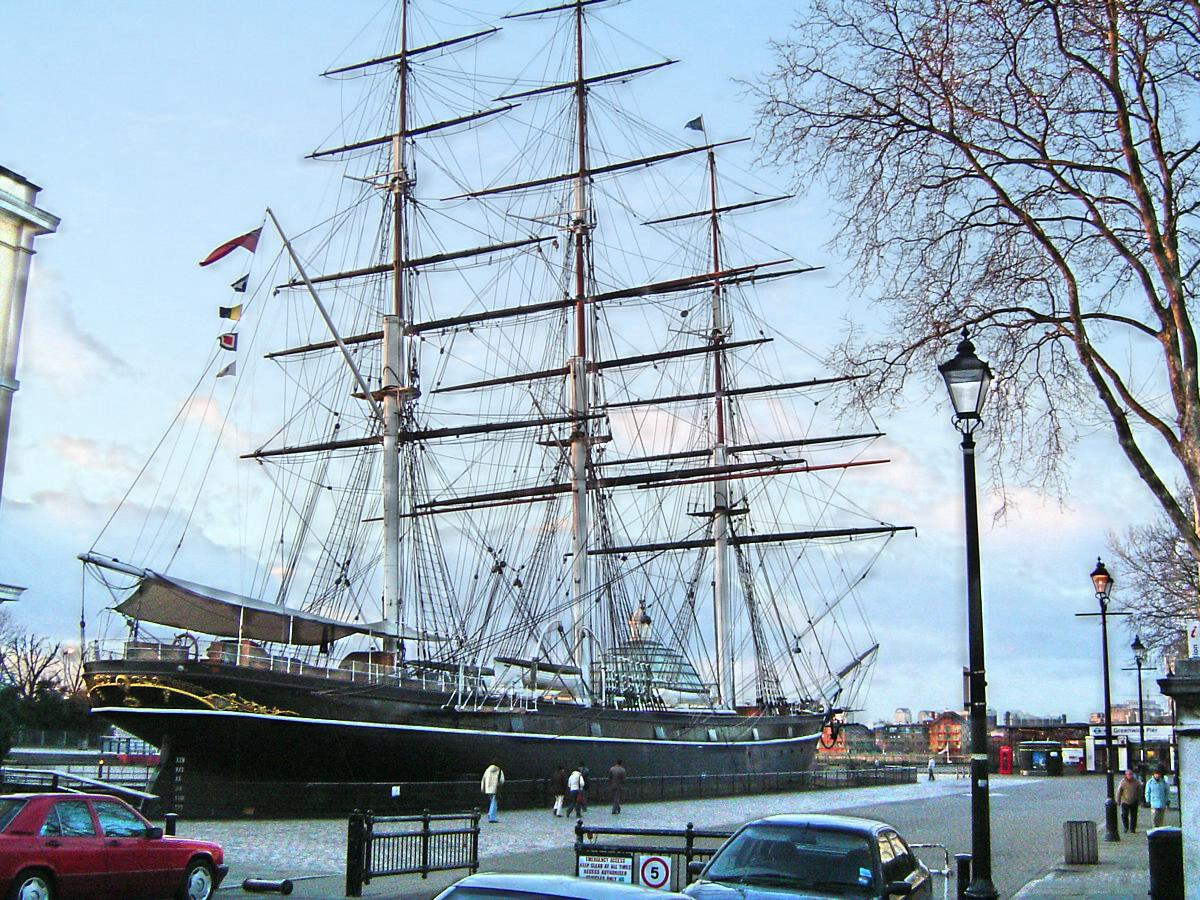
Cutty Sark, enero de 2005.

El Cutty Sark se conserva hoy como barco-museo y constituye una de las principales atracciones de Greenwich. Se encuentra en el  mismo centro de la localidad, al sudeste de Londres, muy cerca del Museo Marítimo Nacional, del antiguo Hospital de Greenwich y del Parque de Greenwich. Constituye también un punto de paso obligado para la Maratón de Londres. Enarbola una bandera con la leyenda «JKWS», que es el código que representa Cutty Sark en el Código Internacional de Señales introducido en 1857.
Cutty Sark inspiró la marca de whisky del mismo nombre. Una imagen del buque aparece en la etiqueta y antiguamente esta marca patrocinaba una carrera de clipper conocida como Cutty Sark Tall Ships' Race.
Antes del incendio de mayo de 2007 las labores de restauración estaban dirigidas a elevar unos tres metros el barco sobre el dique seco para permitir la construcción de un museo. Esto permitiría a los visitantes contemplar el casco desde abajo. Tras el incendio, que afectó solo a una parte relativamente pequeña de la estructura original, ya que estaba casi totalmente desmontado y almacenado por separado para proceder a la rehabilitación del buque, se decidió continuar con la misma.
A día de hoy, el buque se encuentra expuesto en el paseo del Rey William, en Greenwich, totalmente restaurado y accesible al público. 
La estación de Cutty Sark del metro ligero de las Docklands está a solo un minuto del barco y posee conexiones con el centro de la ciudad y el metro de Londres. Hay un punto de información turística en uno de los lados del barco..

## Características
El Cutty Sark es uno de los tres barcos que quedan de la era de los clipper. Posee estructura metálica y cubierta de planchas de madera.

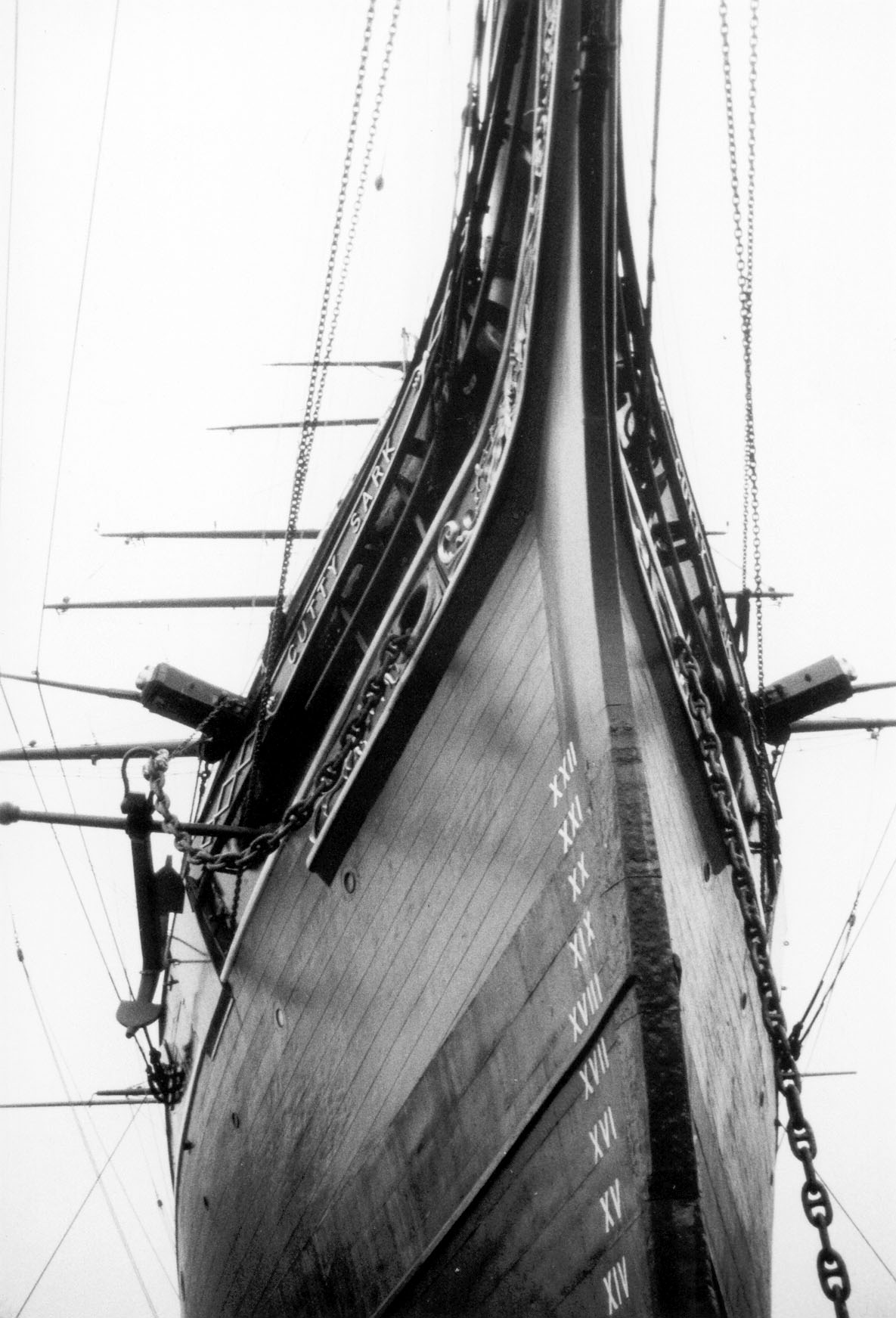
Proa del Cutty Sark.

- Tonelaje de registro bruto (TRB): 921 toneladas
- Eslora: 64,8 metros
- Manga: 11 metros
- Puntal: 6,4 metros